# Mislava Bertoša
Mislava Bertoša (ur. 28 listopada 1972 w Puli) – chorwacka językoznawczyni. Zajmuje się semiologią i semiotyką, socjosemiotyką, analizą dyskursu, relacją między językiem a płcią i seksualnością oraz onomastyką.

## Życiorys
Ukończyła studia z zakresu filozofii i językoznawstwa ogólnego na Wydziale Filozoficznym Uniwersytetu Zagrzebskiego. Stopień magistra uzyskała w 2002 r. na Uniwersytecie w Zadarze. Doktoryzowała się w 2007 r. na Wydziale Filozoficznym Uniwersytetu Zagrzebskiego.
W 2000 r. została zatrudniona na Uniwersytecie Zagrzebskim. Piastuje tam stanowisko profesora nadzwyczajnego i kieruje Katedrą Semiologii.
Redaktorka naczelna czasopisma „Suvremena lingvistika”. Jej dorobek obejmuje trzy książki oraz szereg artykułów ogłoszonych w czasopismach krajowych i międzynarodowych.

## Wybrana twórczość
- Igra riječima (1997)
- Jezične promjene i feministička kritika jezika (2001)
- Feminizam u lingvistici – lingvistika u feminizmu: odabrane teme. (2001)
- Semiološki pristup reklamnome diskursu (na korpusu istarskih publikacija iz posljednjih desetljeća austro-ugarske vladavine) (2007, rozprawa doktorska)
- Jamči se za uspjeh kano i za neštetnost. O reklamnome diskursu iz sociosemiološke perspektive (2008)